# Mistrzostwa Europy w Zapasach 1911
1. Mistrzostwa Europy w zapasach odbywały się w 1911 roku w Budapeszcie.

## Medaliści
| Konkurencja: | Złoto              | Srebro         | Brąz             |
| ------------ | ------------------ | -------------- | ---------------- |
| -66,6kg      | Károly Marton      | Walter Sohn    | Jenö Dulin       |
| -73kg        | Mihály Grozesku    | József Sugár   | Mihály Csapitzky |
| -93kg        | Harald Christensen | József Maróthy | János Hudák      |
| +93kg        | Rudolf Grüneisen   | Søren Jensen   | József Elöd      |

## Tabela medalowa
| Lp. | Państwo | Złoto | Srebro | Brąz |
| --- | ------- | ----- | ------ | ---- |
| 1   | Węgry   | 2     | 2      | 4    |
| 2   | Niemcy  | 1     | 1      | 0    |
| 3   | Dania   | 1     | 1      | 0    |